# Knights of the Ku Klux Klan
Die Knights of the Ku Klux Klan (abgekürzt K.KKK beziehungsweise KKKK) war die Ku-Klux-Klan-Organisation des Rechtsextremisten David Duke.

## Geschichte
Die Knights of the Ku Klux Klan entstanden 1975 als Nachfolger einer kleineren Klanorganisation in New Orleans, die von Ed White geleitet wurde. David Duke, schon zu diesem Zeitpunkt ein militanter Neonazi, trat diesem Klan bei und wurde deren Informationsbeschaffer sowie Grand Dragon von Louisiana. Als Ed White 1975 ermordet wurde, begann Duke die Kontrolle über den Klan an sich zu reißen und stellt sich als dessen Gründer dar. Er veränderte das Bild der Klansmen durch Auftritte in verschiedenen Fernsehsendungen, in denen er betont beherrscht, diskussionsfreudig und rhetorisch geschickt agierte. In der Konsequenz erlebte er vielen Zuspruch für seinen Klan. Gleichzeitig agitierten seine Druckerzeugnisse, so die Zeitung The Crusader, weiter konsequent rassistisch und vermittelten Sympathie für rassistische Gewaltverbrechen, wie zum Beispiel die Ermordung von fünf Demonstranten in Greensboro 1979. Die Mitgliedszahlen umfassten etwa 1.500 feste Mitglieder und einen Unterstützerkreis von geschätzten 10.000 Menschen.
Duke geriet schnell mit anderen Klans in Konflikt, die in ihm weniger einen Ideologen als vielmehr einen profilierungssüchtigen Geschäftsmann sahen. Duke versuchte sich aus dem Klangeschäft herauszukaufen und bot seinem Rivalen Bill Wilkinson eine größere Summe für seinen Rücktritt an. Wilkinson willigte zum Schein ein, ließ jedoch die Geldübergabe filmen und diskreditierte Duke so. Duke zog sich danach endgültig aus dem Klan zurück und übergab die Leitung an Don Black, der mit dem Wiederaufbau begann. Zusammen mit Louis Beam baute er einen gewaltbereiten, terroristischen Klan mit Hauptsitz in Texas auf. Unter anderem gründeten die beiden eine Bürgerwehr, die mexikanische Einwanderer an der Grenze aufhalten sollte, und planten terroristische Anschläge. Als er 1981 wegen Konspiration verhaftet wurde und zwei Jahre in Haft verbrachte, zerfiel der Klan in zwei Teile. Beide Organisationen hatten ihren Sitz in Alabama und gaben eine Zeitung namens The White Patriot heraus. Die Leitung des ersten Klans mit 2.000 Mitgliedern übernahm Stanley McCollum und hatte seinen Sitz in Tuscumbia, der andere Klan mit etwa 1.000 Mitgliedern saß in der Nähe von Decatur.
1989 übernahm Thomas Robb die Kontrolle der K.KKK. Er vereinte beide Teile wieder, die damals nur noch einige hundert Mitglieder umfassten, und versuchte zu den Anfängen des Klans zurückzukehren. Hauptsitz ist seitdem das Dorf Zinc in Arkansas. Tatsächlich gelang es ihm, die Mitgliederzahlen wieder zu vergrößern. Seine Version eines eher gemäßigten Klans führte jedoch wiederum zu Spaltungen. So warfen ihm führende Mitglieder vor, die Klanmitgliedschaft als Geschäftsmodell zu missbrauchen. Statt die Traditionen, die verschiedenen Rituale und jährlichen Rallies, aufrechtzuerhalten, konnten die Mitglieder ihre Position im Klan durch die Zahlung von Geldbeiträgen beeinflussen. 1994 trennte sich Ed Novak vom Klan und gründete die Federation of Klans in Chicago.
Trotz der Schwächung des Klans ist er auch heute noch aktiv und wirbt auf seiner Webseite mit der nicht zutreffenden Angabe „the most active white rights organization in America“ („die aktivste Organisation für die Rechte der Weißen in Amerika“) um Mitgliedschaft. Robb versucht außerdem die K.KKK zu legalisieren, indem er ihr den Parteienstatus verschaffen möchte.